# Tarra River
Tarra River är ett vattendrag i Australien. Det ligger i delstaten Victoria, omkring 180 kilometer sydost om delstatshuvudstaden Melbourne.
Trakten runt Tarra River består till största delen av jordbruksmark. Runt Tarra River är det mycket glesbefolkat, med 3 invånare per kvadratkilometer. Genomsnittlig årsnederbörd är 1 069 millimeter. Den regnigaste månaden är juni, med i genomsnitt 164 mm nederbörd, och den torraste är januari, med 44 mm nederbörd.